# ميكائيل برونيه
ميكائيل برونيه (بالفرنسية: Mickaël Brunet)‏ (6 سبتمبر 1974 في فرنسا - 31 يوليو 2004) هو لاعب كرة قدم فرنسي في مركز الوسط. لعب مع نادي ليموج ونادي نيور.